# Terebintus Neronis

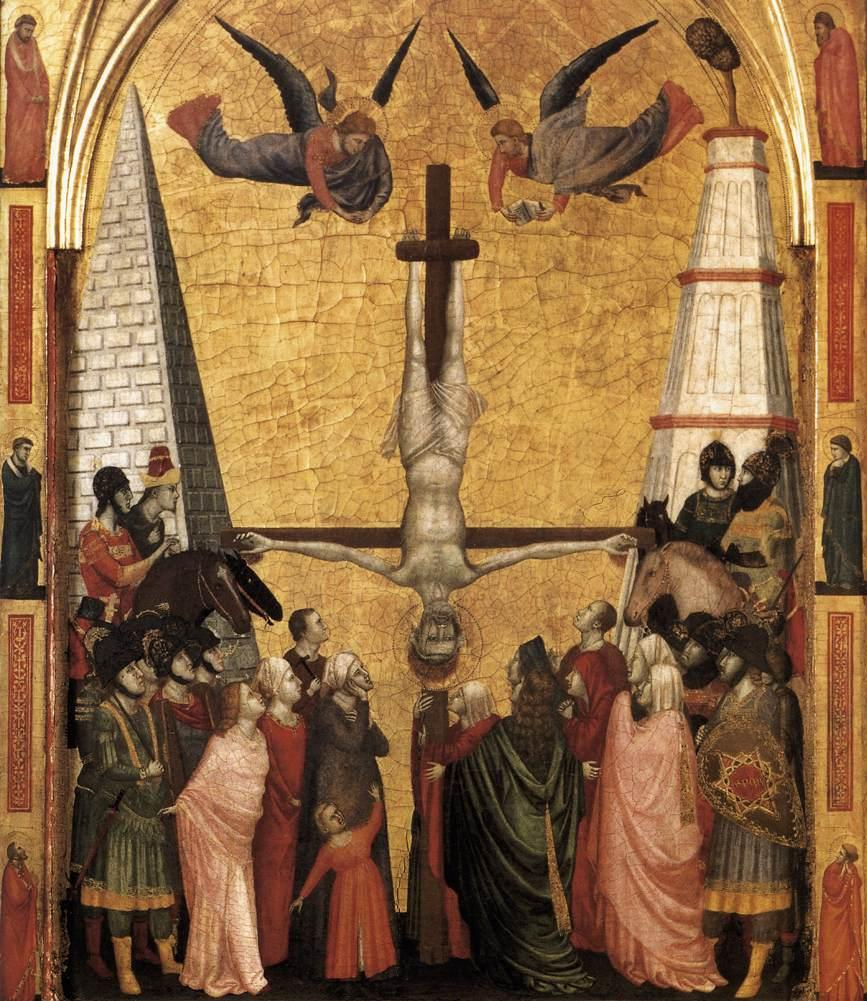
Scena męczeństwa św. Piotra z Poliptyku Stefaneschi Giotta. W tle po lewej stronie umieszczona została Meta Romuli, po prawej Terebintus Neronis

Terebintus Neronis – nieistniejący obecnie starożytny rzymski grobowiec, stojący dawniej na prawym brzegu Tybru, w pobliżu Watykanu.
Terebintus Neronis znajdowała się w bezpośrednim pobliżu drugiego grobowca w kształcie piramidy, zwanego Meta Romuli. Wzmiankowana jest w XII-wiecznym anonimowym przewodniku Mirabilia Urbis Romae. Okrągła, dwupiętrowa budowla składała się z dwóch nasadzonych jeden na drugim cylindrycznych członów, z zewnątrz najprawdopodobniej wyłożonych płytami marmurowymi. Swoim kształtem przypominała pobliskie Mauzoleum Hadriana, któremu przypuszczalnie dorównywała wysokością.
Budowla przetrwała do XIV wieku, następnie została rozebrana. Pozyskany z niej materiał budowlany użyto następnie do konstrukcji schodów i portyku nowej bazyliki św. Piotra.